# Курнево
Курнево — деревня в Муромцевском районе Омской области России. Входит в состав Мысовского сельского поселения .

## История
Основан в 1826 г. В 1928 году состояла из 134 хозяйств, основное население — русские. Центр Курневского сельсовета Муромцевского района Тарского округа Сибирского края.

## Население
| 1926 | 2010 |
| ---- | ---- |
| 761  | ↘34  |